# Bauchladen

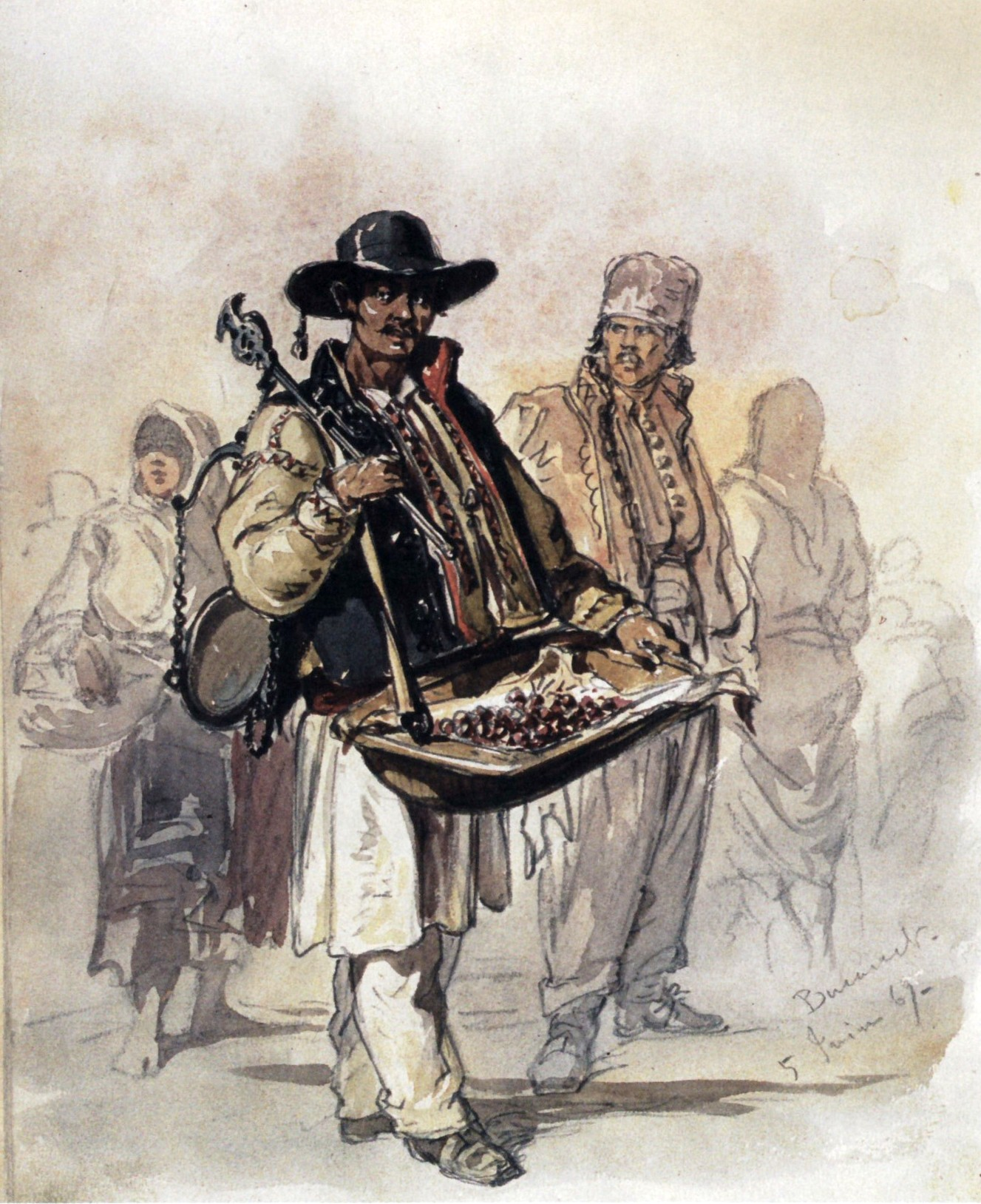
Kirschverkäufer in Bukarest (1869)

Ein Bauchladen ist ein Brett, ein Kasten oder eine andere Konstruktion, die vor dem Körper an einem Gurt getragen wird, um darauf oder darin Waren anzubieten. Sie kann auch verschiedene Fächer und Schubladen enthalten, in denen Waren und Geld gelagert werden können. Der Tragegurt wird dabei traditionell über den Nacken geführt, die Hinterkante des Bauchladens stützt sich gegen den Bauch des Trägers. Teilweise ist auch noch ein zweiter Gurt vorhanden, der wie ein Gürtel um den Körper gelegt und mit einer seitlichen Schnalle verschlossen wird. Seitlich am Bauchladen können noch Ringe oder Haken angebracht sein, an denen weitere Waren aufgehängt werden.
Der Name entspricht dabei der ursprünglichen Bedeutung des Wortes Laden, dabei handelt es sich um ein Brett oder einen mobilen Tisch, auf dem zum Beispiel Kurzwaren von Hausierern feilgeboten wurden.

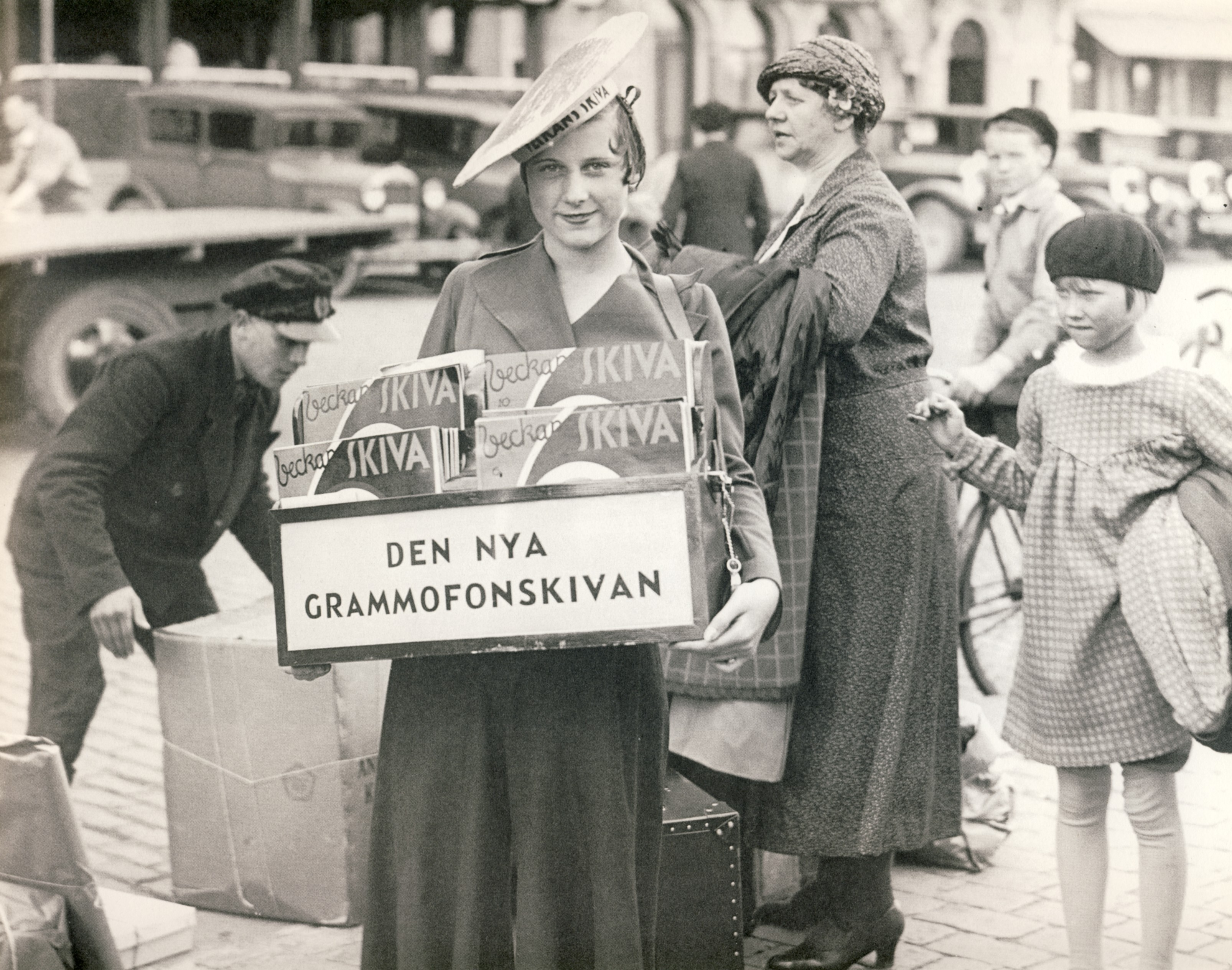
Bauchladenverkäuferin in Stockholm (1930)

Heute finden sich Bauchläden etwa bei fliegenden Händlern für Tabakwaren und anderes Handelsgut in Bierzelten oder auf Handwerksdulten.
Verwandt mit den Bauchläden war früher der Handel beziehungsweise Transport des jeweiligen Handels- und Handwerksgutes, insbesondere auf dem Land und in gebirgigen Gegenden, auf Schultern und Rücken der Träger mithilfe der sogenannten Kraxe.
Vor allem aus den USA kommend, setzt sich zunehmend ein Trend zu moderneren Bauchladensystemen durch, die sowohl in der Veranstaltungsgastronomie als auch im Sektor der Promotionaktivitäten eingesetzt werden. Die Trageriemenkonstruktion verläuft dabei inzwischen häufig auf dem Rücken des Trägers über Kreuz, wodurch eine ergonomischere Lastverteilung als bei den Ursprungsmodellen erzielt wird.
Heutzutage werden mobile Verkaufssysteme in Bauchladenform meist aus Textilkorbgeflecht oder speziellen Kunststoffen gefertigt, wohingegen Bauchläden früher (der Ursprung des Bauchladens ist wohl im Abendland zu suchen) in der Regel aus Holz gefertigt wurden.

## Würstchenverkauf

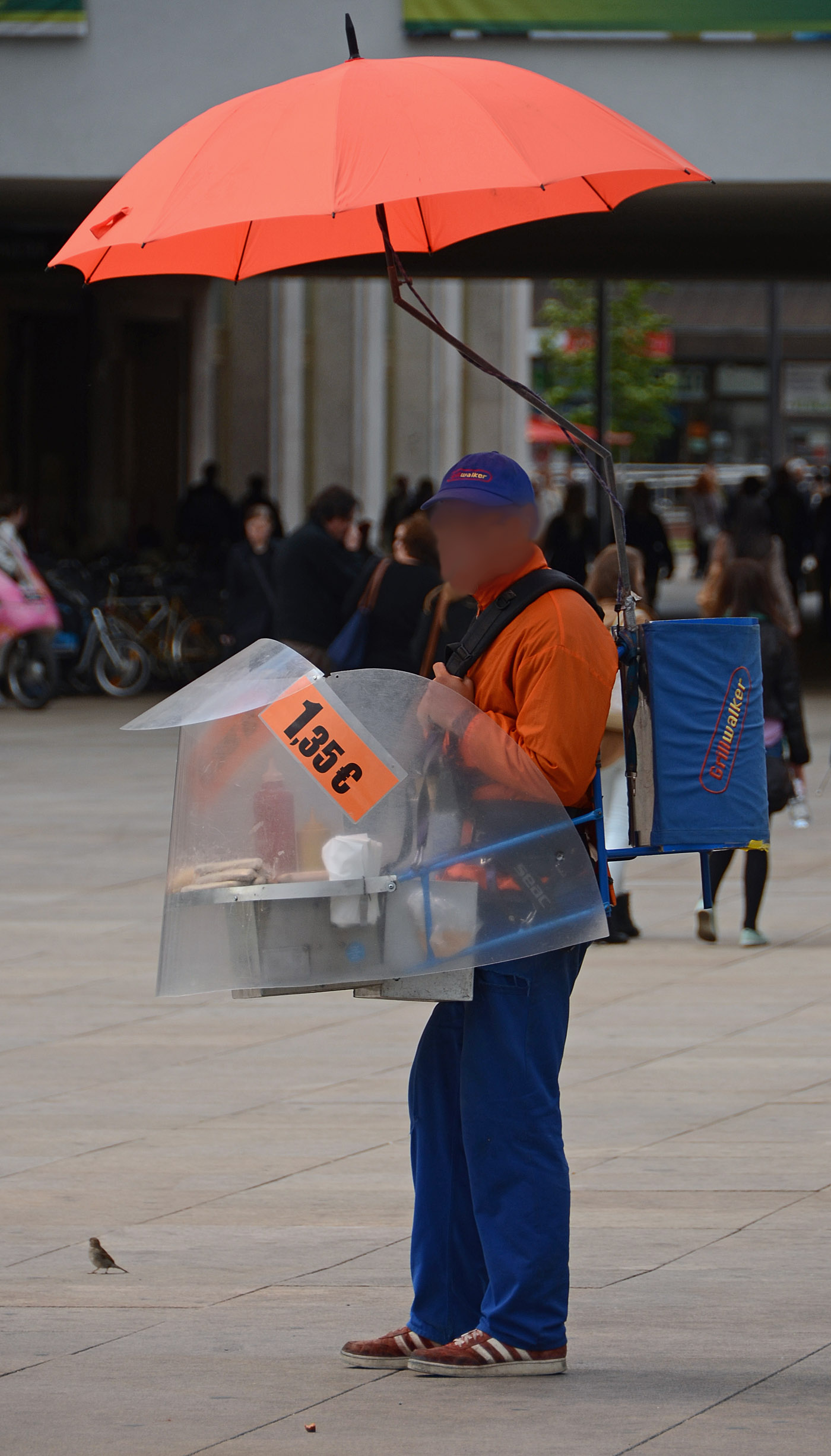
Grillwalker am Alexanderplatz in Berlin (2012)

Eine besondere Form des Bauchladens ist die mobile Würstchenbude, die als Grill-Bauchladen, Grill-Walker oder Grill-Runner bezeichnet wird und vor allem in Berlin anzutreffen ist. Es handelt sich um einen mobilen Tragegrill, der aus einem Tragesystem, Gasflasche, Grill und einem Sonnenschirm besteht. Er hat ein Leergewicht von bis zu 18 Kilogramm. Erfunden wurde der Tragegrill vor allem, weil durch dessen Einsatz als Bauchladen keine Standgenehmigung mehr benötigt wird. Allerdings bedarf der Gewerbetreibende einer Reisegewerbekarte und, wenn der Grillwalker auf öffentlichen Straßen und Wegen eingesetzt wird, einer wegerechtlichen Sondernutzungserlaubnis.
In der Stadt Hof ist ein Brühwurstverkauf seit Ende des 19. Jahrhunderts anzutreffen. In Hof gibt es dafür die Bezeichnung Wärschtlamo (Würstchenmann). Der Wärschtlamo nutzt traditionell einen Messingkessel für die Würste und einen Korb für die Brötchen. Sie sind zwar mobil, verkaufen aber üblicherweise mit abgesetzten Behältern.

## Junggesellenabschied
Bauchläden kommen auch beim klassischen Junggesellenabschied bzw. Junggesellinnenabschied zum Einsatz. Der Bauchladen wird dem zukünftigen Bräutigam bzw. der zukünftigen Braut umgeschnallt. In diesen Bauchläden befinden sich kleine Produkte wie Feuerzeuge, Schnäpse, Süßigkeiten und Kondome. Das Ziel ist es, mit dem Verkauf der Produkte aus dem Bauchladen die anschließende Feier zu finanzieren.

## Module
In den späten 2010ern ist eine neuartige Form des Bauchladens in Mitteleuropa aufgekommen. Sie zeichnet sich durch einen modularen Aufbau aus, bei dem sich der Träger bis ins Kleinste spezialisieren und dabei persönliche Präferenzen zur Geltung kommen lassen kann. So ist es in der Bauchladenszene durchaus üblich, dass an das Gestell weitere Komponenten wie ein Schirm (siehe Bild), Kochplatten, oder Skriptorien montiert werden.